# Segnali dal futuro
Segnali dal futuro (Knowing) è un film del 2009 diretto da Alex Proyas e interpretato da Nicolas Cage. Narra di un ipotetico scenario apocalittico in cui è preannunciata la fine del mondo.

## Trama
13 ottobre 1959. Lucinda Embry è una giovane alunna di una scuola elementare di recente apertura a Lexington, in Massachusetts. Viene indetto un concorso per trovare il modo migliore di celebrare l'apertura della scuola e l'idea vincente è proprio quella di Lucinda: gli studenti disegneranno ciò che immaginano avverrà nel futuro e le loro opere verranno conservate in una capsula del tempo che verrà aperta dopo cinquant'anni. Tutti i bambini realizzano dei disegni, Lucinda invece riempie entrambe le facciate del foglio con una serie di numeri senza alcun apparente significato, guidata da alcune voci che le bisbigliano. Lucinda non riesce però a scrivere gli ultimi numeri, poiché la maestra, essendo scaduto il tempo assegnato per il compito, ritira i disegni di tutti. L'indomani, durante la sepoltura della capsula del tempo con dentro i disegni dei bambini, Lucinda si nasconde e la maestra, preoccupata, si mette a cercarla. La ritrova infine in uno stanzino della palestra, con le dita insanguinate perché aveva inciso con le unghie sulla porta gli ultimi numeri mancanti.
Passati cinquant'anni, il 13 ottobre 2009 una nuova generazione di studenti apre finalmente la capsula per visionarne il contenuto. Ad ogni bambino viene assegnato un foglio con i disegni dei bambini di cinquant'anni prima. La busta con il foglio di Lucinda finisce nelle mani di Caleb Koestler, il figlio di 9 anni del professore del MIT e astrofisico John Koestler, ancora profondamente scosso dalla morte della moglie avvenuta in un incendio un anno prima, il 27 ottobre 2008. Koestler, esaminando la sequenza dei numeri di Lucinda, si rende conto che si tratta di un messaggio codificato che predice, con perfetta precisione, data e numero delle vittime delle principali catastrofi che si sono verificate nel corso degli ultimi cinquant'anni. Tre degli eventi riportati tuttavia devono ancora accadere e una di queste date corrisponde proprio al giorno seguente, il 15 ottobre 2009.
Per una coincidenza John è presente durante l'evento catastrofico: un terribile incidente aereo in cui perdono la vita 81 persone. John si rende conto casualmente, tramite il navigatore satellitare della sua auto, che il foglio di Lucinda contiene anche le coordinate geografiche degli eventi. Interpretando i numeri successivi, lo scienziato cerca di sventare il secondo evento, non ancora accaduto e previsto per il 17 ottobre 2009, ma nulla può contro un malfunzionamento tecnico e il conseguente deragliamento di un treno della metropolitana di New York che uccide 178 persone tra i passeggeri del treno e i viaggiatori in attesa alla stazione. John inizia a convincersi che la sua famiglia abbia un ruolo significativo in questi incidenti: sua moglie è morta prima proprio in uno degli eventi riportati da Lucinda, mentre il figlio è stato il primo a entrare in possesso del messaggio codificato. Nel frattempo il piccolo Caleb inizia a udire delle voci, proprio come accadeva a Lucinda. Per evitare l'avverarsi dell'ultima profezia, John e suo figlio si mettono a indagare, rintracciando Diana, la figlia di Lucinda, e sua figlia Abby, apprendendo che Lucinda era morta, sola e considerata pazza, molti anni addietro. Diana e Abby, dopo una iniziale incredulità e rifiuto, decidono di aiutarli e insieme a loro si recano alla casa della defunta Lucinda.
Quando giungono nel luogo, lasciano i loro bambini dormienti in auto e Diana rimane molto scioccata a rivedere la sua vecchia abitazione dato che la madre fu trovata morta di overdose nella sua camera da letto e lei venne portata via da suo padre. Mentre stanno visitando la casa, le persone che bisbigliano si avvicinano a Caleb ed Abby, ma il bambino dice a lei di stare nell'auto e di stare calma. Intanto Diana scopre che le ultime due cifre della lettera scritta da Lucinda non sono numeri, ma lettere scritte al contrario, due E. Entrando nella camera da letto di Lucinda, John alza il letto e trova il significato delle due E: "EVERYONE ELSE" (in italiano "TUTTI GLI ALTRI"). Abby e Caleb intanto sono sempre chiusi nell'auto, quando all’improvviso si avvicinano a loro alcune delle persone che bisbigliano. Abby, molto curiosa, apre però la portiera: Caleb, per paura che venga fatto loro del male, suona il clacson per avvertire i loro genitori. Diana e John escono appena sentono il rumore e fanno scappare le persone che bisbigliano. Nel soggiorno della casa di Lucinda, Diana e John trovano una foto che rappresenta la visione biblica del tetramorfo da parte del profeta veterotestamentario Ezechiele, dove è rappresentato un grande sole.
Abby, una volta tornata a casa, colora di giallo quel sole e ciò fa venire un colpo di genio a John. Si recano dunque nel luogo di lavoro di John e lui capisce che un'eruzione solare colpirà la Terra nell'ultima data indicata dalla lettera, il 19 ottobre 2009. Mentre Diana e Abby caricano provviste e attrezzature sul fuoristrada di John per rifugiarsi sottoterra nelle grotte poco distanti, Caleb scrive su un foglio gli stessi numeri che aveva scritto Lucinda, così il padre, impaurito, gli toglie il foglio, ma il bimbo continua a scrivere come ipnotizzato anche con le unghie finché il genitore lo scrolla facendolo tornare alla realtà. I due tornano successivamente all'auto, ma John capisce che le esatte coordinate dell'evento sono state incise da Lucinda sulla porta della palestra della sua scuola, in quanto la maestra non le aveva permesso di terminare l'insieme di numeri che stava scrivendo. John allora, dopo essersi introdotto nella scuola e avere scardinato la porta, portatala a casa propria, riesce, grattandone via la vernice, a identificare le coordinate che indicavano il luogo in cui potrebbero trovare salvezza dal brillamento, cioè la vecchia casamobile di Lucinda. Diana, però, non gli crede e, terrorizzata, carica in auto entrambi i bambini e fugge verso le grotte.
In una stazione di servizio, le persone che bisbigliano le rubano l'auto con i bambini dentro. Diana ruba a sua volta un'auto per inseguirli, rimanendo coinvolta in un incidente stradale, venendo dichiarata morta appena passata la mezzanotte, morendo proprio nel giorno che le era stato presagito/preannunciato da sua madre molti anni prima. Frattanto, i misteriosi individui conducono i bambini alla casamobile di Lucinda e vengono raggiunti poco dopo da John. Gli individui, che appaiono una via di mezzo tra alieni e angeli, stanno conducendo i bambini in salvo su arche stellari, sostenendo che solo loro, i "chiamati", potranno "ricominciare". Il professore è dunque costretto a separarsi dal figlio, che assieme ad Abby viene trasportato in cielo dagli esseri alieni/angelici, con altre persone in astronavi diverse. La mattina seguente, John si risveglia, prende la sua auto e si dirige a Boston, verso la casa dei suoi genitori, che non vedeva dalla morte di sua moglie, per attendere la fine del pianeta stretto nell'abbraccio dei suoi cari. Poco dopo, un'eruzione solare di inaudita potenza si abbatte sulla città, vaporizzando qualsiasi cosa (compresa New York) e lambendo con le sue volute infuocate tutta la superficie della Terra. 
L'arca celeste, insieme ad altre in lontananza, deposita infine Abby e Caleb su quello che sembra essere un altro mondo, una sorta di paradiso terrestre, per ricominciare una nuova vita. I due si mettono a correre in un campo simile al grano, verso un grande albero bianco di luce.

## Produzione
Segnali dal futuro è stato originariamente scritto dal romanziere Ryne Douglas Pearson. Il progetto di realizzare un film era stato inizialmente ipotizzato dalla Columbia Pictures, che ha proposto la direzione del film a diversi registi. Infine il progetto è finito nelle mani della Escape Artists e finanziato dalla Summit Entertainment.
Alex Proyas, già regista del fantascientifico Io, Robot, si è unito al progetto nel febbraio del 2005. Proyas, assieme a Stuart Hazeldine, ha riscritto in parte la sceneggiatura preesistente. Le riprese sono iniziate a Melbourne, Australia, il 25 marzo 2008, e in seguito sono state ricreate le ambientazioni di Boston, città in cui è ambientata parte del film.

## Distribuzione
Il film è uscito negli Stati Uniti il 20 marzo 2009, mentre in Italia fu distribuito a partire dal 4 settembre 2009.

## Musiche
Le musiche sono curate da Marco Beltrami, candidato all'Oscar nel 2008 per la miglior colonna sonora per il film Quel treno per Yuma.
Le scene iniziali e finali sono accompagnate dall'Allegretto della settima sinfonia di Beethoven. Lo stesso brano era stato usato per il film di fantascienza del 1974 Zardoz, con Sean Connery e nel film del 2010 Il discorso del re con Colin Firth.

## Accoglienza

### Incassi
A fronte di un budget di 50 milioni di dollari, il film ha incassato oltre 186 milioni di dollari a livello globale.

### Critica
Il film ricevette critiche miste da parte della critica. Sul sito di recensioni Rotten Tomatoes riporta un punteggio pari al 34% di critiche positive, basato su 184 recensioni, con una media di 4,80 su 10. Nel descrivere la pellicola, il sito riporta che il film "ha qualche idea interessante e un paio di buone scene, ma è frenato da una trama assurda e un'innaturale serietà". Il sito Metacritic ha dato al film un voto pari al 41% basato su 27 recensioni, indicando un'accoglienza "mista".